# Stephen Moore
Stephen Vincent Moore (London-Brixton, 1937. december 11. – 2019. október 4.) angol színész.

## Filmjei
Mozifilmek
- Szentivánéji álom (Sen noci svatojánské) (1959, hang)
- A fehér autóbusz (The White Bus) (1967)
- The Last Shot You Hear (1969)
- A híd túl messze van (A Bridge Too Far) (1977)
- Csiszolatlan gyémánt (Rough Cut) (1980)
- Diversion (1980)
- Pasivadászat kezdőknek (Where the Boys Are) (1984)
- Laughterhouse (1984)
- Óraműpontossággal (Clockwise) (1986)
- Az ideális gyanúsított (Under Suspicion) (1991)
- Fújhatjuk! (Brassed Off) (1996)
- Biztosítási csalás (Claim) (2002)
- Rockhajó (The Boat That Rocked) (2009)
- The Hitchhiker's Guide to the Galaxy Radio Show Live (2016)

Tv-filmek
- Három ember egy csónakban (Three Men in a Boat) (1975)
- Utolsó látogatás (Brideshead Revisited) (1981)
- The Last Place on Earth (1985)
- Hitler végső döntése – A háború küszöbén (Countdown to War) (1989)
- Sharpe kardja (Sharpe's Sword) (1995)
- Karácsonyi ének (A Christmas Carol) (1999)
- A koboldok varázslatos legendája (The Magical Legend of the Leprechauns) (1999)
- Doc Martin olajra lép (Doc Martin and the Legend of the Cloutie) (2003)
- Készen áll, Mr. McGill? (Ready When You Are Mr. McGill) (2003)

Tv-sorozatok
- Galaxis útikalauz stopposoknak (The Hitchhiker's Guide to the Galaxy) (1981, hang, öt epizódban)
- Solo (1981–1982, nyolc epizódban)
- A 13 és ¾ éves Adrian Mole titkos naplója (The Secret Diary of Adrian Mole Aged 13¾) (1985, hat epizódban)
- Adrian Mole újabb kínszenvedései (The Growing Pains of Adrian Mole) (1987, hat epizódban)
- Baleseti sebészet (Casualty) (1993, 1998, két epizódban)
- Dilizsaruk (The Thin Blue Line) (1995, egy epizódban)
- A néma szemtanú (Silent Witness) (2001, két epizódban)
- Merseybeat (2001–2002, nyolc epizódban)
- Dawson és a haverok (Dawson's Creek) (2002, egy epizódban)
- Foyle háborúja (Foyle's War) (2002, egy epizódban)
- Ki vagy, doki? (Doctor Who) (2010, egy epizódban)
- Holby Városi Kórház (Holby City) (2011, egy epizódban)